# Jimmie Smith
Jimmie Smith, rodným jménem James Howard Smith (* 27. ledna 1938, Newark) je americký jazzový bubeník. Hru na bicí studoval v letech 1951 až 1954 ve svém rodném Newarku. V letech 1959 až 1960 studoval na newyorské Juilliard School, ale studia nedokončil. Právě v roce 1960 zahájil svou profesionální kariéru, a to nejprve jako člen skupiny saxofonisty Jimmyho Forresta a následně do roku 1962 vystupoval s varhaníkem Larrym Youngem. Následně krátce vystupoval coby doprovodný hudebník s vokálním triem Lambert, Hendricks & Ross. Během své kariéry spolupracoval s mnoha dalšími hudebníky, mezi které patří například Buddy DeFranco, Milt Jackson, Plas Johnson nebo Terry Gibbs.